# Autonama

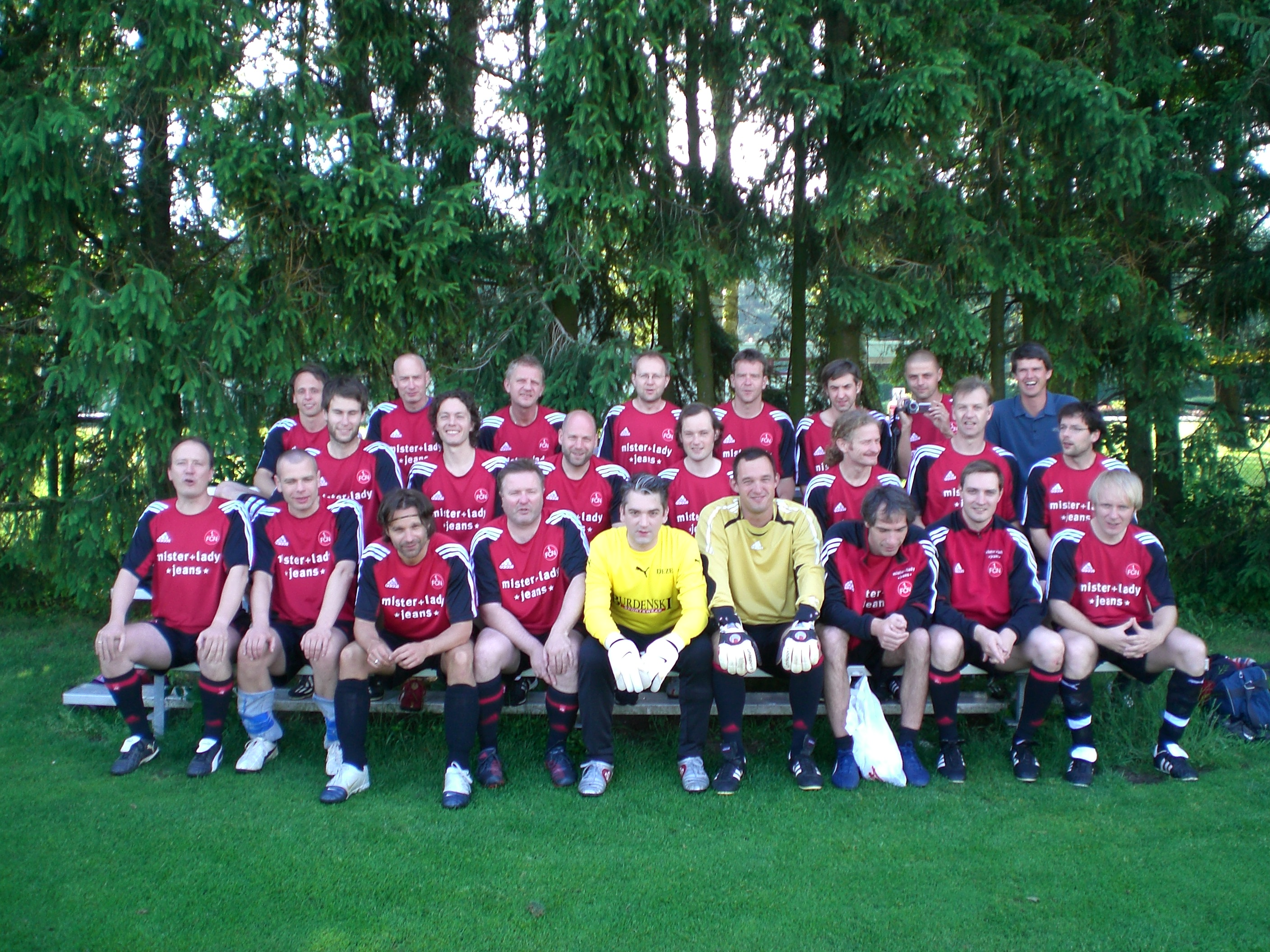
Die Autonama während ihres Trainingslagers in Nürnberg 2007

Autonama ist die Abkürzung für Autorennationalmannschaft und bezeichnet die deutsche Fußballmannschaft der Schriftsteller. Die Mannschaft wurde 2005 von Thomas Brussig gegründet. Die Mannschaft wird beziehungsweise wurde, insbesondere bei internationalen Partien, von prominenten Fußballtrainern wie Hans Meyer, Jörg Berger, Dettmar Cramer, Uwe Rapolder und Volker Finke betreut. Ehrenspielführer der Autonama war bis zu seinem Tod 2020 Ror Wolf. Der Großteil der Mitglieder lebt und arbeitet in Berlin, wo die Mannschaft regelmäßig gemeinsam trainiert.

## Geschichte
Im Frühjahr 2005 erreichte den als Fußballfan bekannten Autor Thomas Brussig eine Einladung aus der Toskana: In der kleinen Ortschaft San Casciano dei Bagni werde im Oktober ein Turnier mit vier europäischen Schriftstellerteams stattfinden. Auch eine deutsche Mannschaft dürfe teilnehmen. Da es ein solches Team zu diesem Zeitpunkt noch nicht gab, hörte sich Brussig nach kickenden Autoren um, konnte den damals für Hertha BSC tätigen Fußballtrainer Hans Meyer dafür gewinnen, das Team ehrenamtlich zu coachen, und organisierte ein Trainingslager in der mecklenburgischen Provinz. Bei dem First World Writers’ League genannten Turnier in San Casciano belegte die Autonama nach einem Sieg gegen das italienische und einer Niederlage gegen das schwedische Autorenteam den zweiten Platz.
Nach dem Turnier vergrößerte sich der Spielerstamm der Mannschaft stetig. Bislang standen über 40 Schriftsteller für die Autonama auf dem Platz. Höhepunkte der Teamgeschichte waren u. a. die Teilnahme an der von Moritz Rinke organisierten Autorenweltmeisterschaft im Juni 2006 in Bremen und am European Word Cup im Juni 2007 in Malmö. Im Februar 2008 reiste die Autonama zu einem Gastspiel gegen saudische Journalisten nach Riad, im Juni 2009 gewann sie in London gegen das englische Autorenteam mit 4:0. Im Mai 2008 kam es in Berlin zu einer Begegnung mit der Autorennationalmannschaft aus Israel, die 4:2 endete, im Dezember desselben Jahres zum Rückspiel in Tel Aviv (2:4). Im September 2009 wurde die türkische Autorenmannschaft im Hamburger Millerntor-Stadion mit 7:1 besiegt. 
Seit 2008 wurde die Autonama von der Kulturstiftung des Deutschen Fußball-Bundes sowie vom Auswärtigen Amt unterstützt. Sponsoren sind die Sportartikelfirma von Ex-Nationaltorwart Dieter Burdenski und die Wochenzeitung Die Zeit.
Vom 29. April bis zum 2. Mai 2010 fand in Unna und Dortmund ein Turnier für Autorenfußballmannschaften statt. Unter dem Titel RuhrLitCup 2010 traten im Rahmen der RUHR.2010 – Kulturhauptstadt Europas die Teams aus Deutschland, Schweden, England, Italien, Ungarn, Österreich, der Türkei sowie der FC Criminale, eine internationale Mannschaft von Kriminalschriftstellern, gegeneinander an. Die Autonama, betreut von Jörg Berger und Jan Böttcher, gewann das Finale im Stadion Rote Erde gegen die Türkei nach Elfmeterschießen mit 5:4.

## Europameister 2024
Im Jahr 2024 richtete die Autonama eine Europameisterschaft der Autoren in Berlin aus, wobei das Eröffnungsspiel in München ausgetragen wurde. Deutschland, trainiert von Dieter Burdenski, schlug Österreich mit 6:1. Weitere Teilnehmer des folgenden Turniers in Berlin waren Spanien, Italien, Frankreich, England, Polen und Schweden. Die Autonama, nun trainiert von ihrem regulären Coach Andreas Merkel, besiegte Spanien im Finale mit 2:0 und konnte sich so den Europameister-Titel sichern. Den dritten Platz belegte Polen.

## Veröffentlichung
Im März 2008 erschien im Suhrkamp Verlag die Anthologie Titelkampf, die Texte der Autonama-Mitglieder zum Thema Fußball enthält. Das Buch wurde von der Deutschen Akademie für Fußballkultur bei der Wahl zum besten Fußballbuch des Jahres 2008 auf Platz 6 gewählt.

## Aktueller Kader (Auswahl)
- Nikita Afanasjew
- Jan Böttcher
- Johannes Ehrmann
- Wolfram Eilenberger
- Uli Hannemann
- Falko Hennig
- Thomas Klupp
- Hannes Köhler
- Norbert Kron
- Matthias Luthardt
- Andreas Merkel
- Hakan Savaş Mican
- Christoph Nußbaumeder
- Bernd Oeljeschläger
- Philipp Reinartz
- Konstantin Richter
- Moritz Rinke
- Matthias Sachau
- Jörg Schieke
- Jochen Schmidt
- Andreas Stichmann
- Nils Straatmann
- Lucas Vogelsang
- Victor Witte
- Klaus Cäsar Zehrer
- Przemek Zybowski

## Ehemalige oder momentan inaktive Mitspieler (Auswahl)
- Wolfgang Maria Bauer
- Ralf Bönt
- Jan Brandt
- Thomas Brussig
- Klaus Döring
- John von Düffel
- Wolfgang Herrndorf †
- Tobias Hülswitt
- Marius Hulpe
- Patrick Hutsch
- Michael Lentz
- Albert Ostermaier
- Ronald Reng
- Gregor Sander
- Jürgen Schmieder
- Jan Costin Wagner
- Benedict Wells
- Florian Werner
- Frank Willmann
- Sönke Wortmann